# Moscato di Cagliari
Il Moscato di Cagliari è un vino DOC la cui produzione è consentita nelle province di Cagliari e Oristano.

## Caratteristiche organolettiche
- colore: giallo dorato brillante.
- odore: intenso aroma caratteristico.
- sapore: squisitamente dolce, vellutato, che ricorda l'uva.

## Produzione
Provincia, stagione, volume in ettolitri
- Cagliari  (1990/91)  206,56
- Cagliari  (1991/92)  229,1
- Cagliari  (1992/93)  690,04
- Cagliari  (1993/94)  1114,05
- Cagliari  (1994/95)  676,67
- Cagliari  (1995/96)  440,13
- Cagliari  (1996/97)  576,24
- Oristano  (1993/94)  137,18
- Oristano  (1994/95)  60,32
- Oristano  (1995/96)  67,67
- Oristano  (1996/97)  107,58